# Sandebuur
Sandebuur is een buurtschap in de gemeente Noordenveld, in de Nederlandse provincie Drenthe. Het is gelegen ten noorden van Foxwolde en ten noordwesten van Roderwolde. De buurtschap bestaat uit zestien boerderijen, waarvan nog slechts een drietal als zodanig in gebruik is. Het valt voor het grootste deel onder Roderwolde en klein deel onder Foxwolde.
Sandebuur bevindt zich aan de zuidrand van het Leekstermeergebied op een van de hoge zandtongen die een uitloper is van het Drentse zandgebied. Het landschap is hier licht glooiend. De zandkop steekt iets boven het omringende land uit, wat nog versterkt wordt doordat de rest van de omgeving is ingeklonken door onttrekking van vocht aan het veen. Hierdoor is het slechts vanuit het zuiden over een verharde weg bereikbaar. Naar het Noorden toe lijkt het hier het eind van de wereld te zijn, ware het niet dat op enkele kilometers afstand de skyline van Hoogkerk en de stad Groningen zich verheft.
Het merendeel van de huizen van Sandebuur bevindt zich als bij een lintdorp aan een straat die zich over enkele honderden meters van west naar oost uitstrekt, maar aan beide zijden abrupt eindigt. 500 meter ten oosten van de buurtschap bevindt zich de merkwaardige begraafplaats van Roderwolde, dat op zijn beurt weer zo'n 500 meter ten zuiden van de begraafplaats ligt. Onderzoek heeft uitgewezen dat tot ongeveer twee eeuwen geleden het dorp Roderwolde rond de begraafplaats lag, maar naar het zuiden moest worden verplaatst vanwege problemen met de grondwaterstand. Daaruit kan worden geconcludeerd dat Sandebuur en Roderwolde in het verleden één dorp hebben gevormd.
Hoofdplaats: Roden

Overige plaatsen: Allardsoog (deels) · Altena · Alteveer · Amerika · Boerlaan · Een · Een-West · De Streek · Foxwolde · Huis ter Heide · Klunderveen · Langelo · Lieveren · Leutingewolde · Matsloot · Nietap · Nieuw-Roden · Norg · Norgervaart (deels) · Oostindië (deels) · Peest · Peize · Peizermade · Peizerwold · De Pol · Roderesch · Roderwolde · Sandebuur · Steenbergen · Terheijl · Veenhuizen · Westervelde · Zuidvelde

Drenthe: Steden en dorpen      Nederland: Provincies · Gemeenten